# 丙烷
丙烷（英語：propane）是一个三碳的烷烃，化学式为C
3H
8，通常为气态，但一般经过压缩成液态后运输。原油或天然气处理后，可以从成品油中得到丙烷。丙烷通常用来作为发动机、烧烤食品及家用取暖系统的燃料。
在销售中，丙烷一般被称为液化石油气，其中也混有少量的丙烯、丁烷和丁烯。为了便于发现意外泄露，商用液化石油气中一般也加入恶臭的乙硫醇。

## 历史

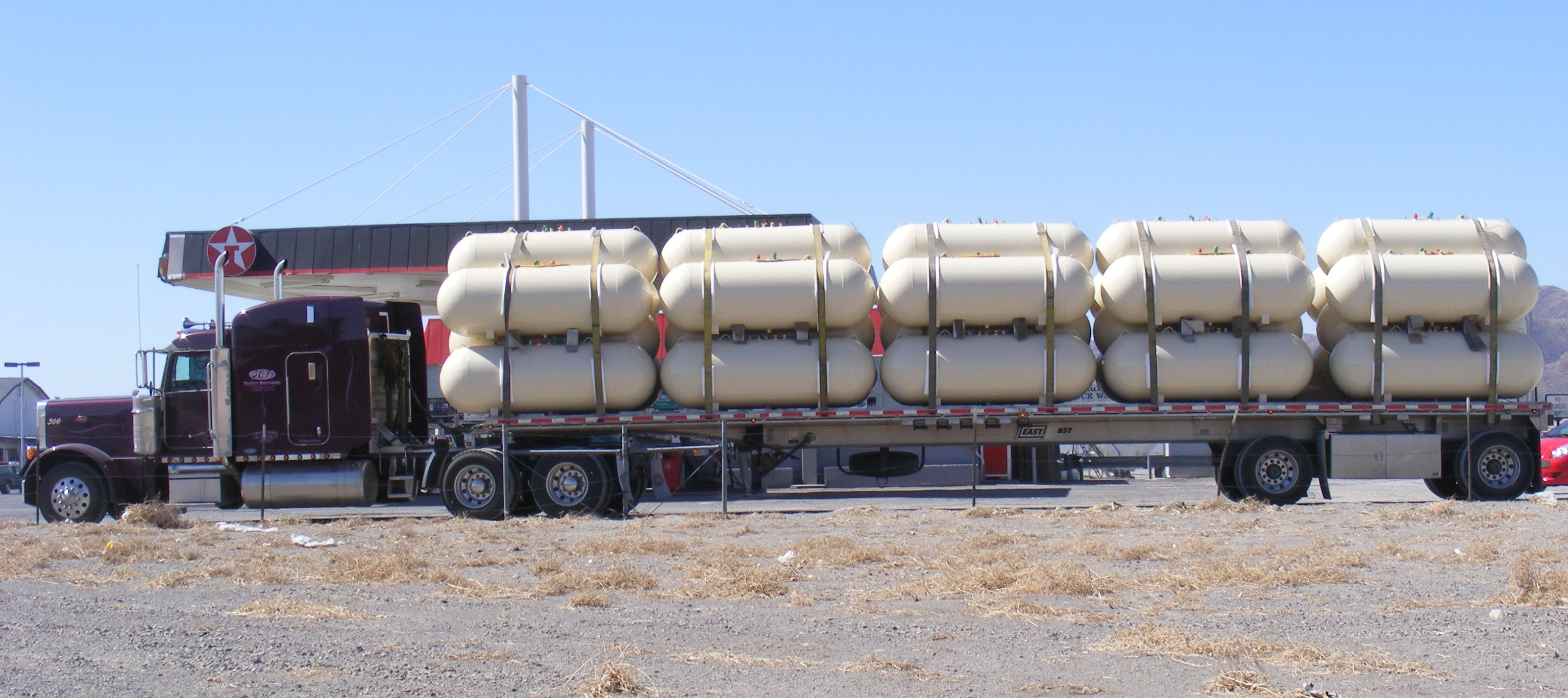
内华达州境内的家用液化石油气罐的运输

1910年，在美国矿业局工作的Walter O. Snelling博士在汽油中发现了一种易挥发的物质，即丙烷。这些极为活泼的轻碳氢化合物有着很高的蒸汽压，很容易从未精炼的汽油中挥发。同年3月31日，纽约时报报导了沃尔特博士关于液化气的工作：“...一个铁瓶中的‘气体’足够一个普通家庭用上三个星期。”
此后，沃尔特博士与其他人合作研究出了在精炼汽油的过程中液化丙烷的办法。他们也一起建立了第一个商业销售丙烷的美国石油气公司。1911年，沃尔特博士已经能够制备高纯度的丙烷并在同年3月25日获得专利，专利号码为1056845。另一个由弗兰克·彼得斯发明的通过压缩制备石油液化气在1912年获得专利。
在1920年代，液化石油气的产量激增，现有的最早记录显示在1922年共生产了223000加仑。1927年，年销量已经接近100万加仑。而到了1935年，年销量已经达到560万加仑。1930年代工业上的主要发展包括使用轨道交通运输、加入恶臭气体以及增加丙烷填充终端。1945年，液化石油气的年销量达到了10亿加仑。截至1947年，62%以上的美国家庭用上了天然气或丙烷作为做饭的燃料。
1950年，芝加哥运输管理局订购了1000辆以丙烷作燃料的汽车。截止1958年，美国国内的年销售量已经达到70亿加仑，2004年，有报告称整个丙烷产业价值80亿美元至100亿美元，年消耗量超过150亿加仑。

## 性质与反应
同其他烷烃一样，丙烷可以在充足氧气下燃烧，生成水和二氧化碳。
C
3H
8 + 5 O
2 ＝ 3 CO
2 + 4 H
2O + 热量
当氧气不充足时，生成水和一氧化碳。
2 C
3H
8 + 7 O
2 ＝ 6 CO + 8 H
2O + 热量
和天然气不同的是，丙烷比空气重（大约是空气的1.5倍）。在自然状态下，丙烷会下落并积聚在地表附近。在常压下，液态的丙烷会很快的变为蒸汽并且由于空气中水的凝结而显白色。
一立方英尺的丙烷若完全燃烧能够放出2500BTU的热量（91,600BTU每液体加仑）。国际单位制中，丙烷的高热值是50.3MJ/kg（≈14.0 kWh）或101 MJ/m3。
丙烷无毒，但是若滥用做吸入剂，有一定因为缺乏氧气而窒息的危险。同样值得注意的是，商业产品中通常含有其他可能导致危险的碳氢化合物。在常压下，丙烷及其混合物快速挥发能造成冻伤。在外界温度是20摄氏度的情况下，丙烷液体仍然保持-42度的低温。
液化石油气的燃烧比汽油清洁，但略逊于天然气。由于C-C单键以及丙烯和丁烯中双键，液化石油气在通常情况下燃烧会产生除了二氧化碳和水之外的有机废气。同样是这些键的原因，液化石油气燃烧存在可见的火焰。

## 用途

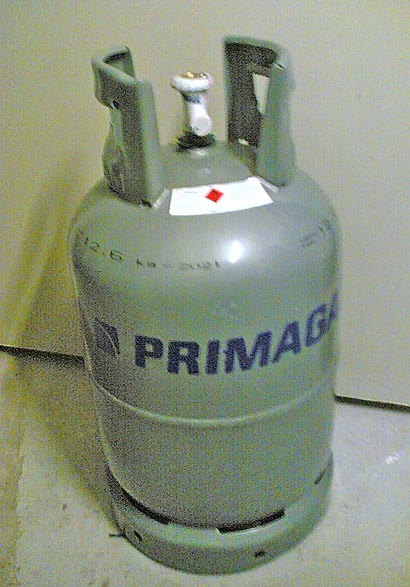
零售液化石油气罐

丙烷常用作烧烤、便携式炉灶和机动车的燃料。丙烷通常被用来驱动火车，公共汽車，叉车和出租车，也被用来充当休旅车和露营时取暖和做饭的燃料。在北美的一些农村，人们用丙烷来填充炉灶、热水器和干手机等产热的器具。截至2000年，690万美国家庭以丙烷作为主要燃料。
商用的“丙烷”燃料，或称液化石油气，是不纯的。在美国和加拿大，其主要成分是90%的丙烷外加最多5%的丁烷和丙烯以及臭味剂。这是美国和加拿大的国内标准，通常写作HD-5标准。需要注意的是，从甲烷（天然气）制备的液化石油气不包含丙烯，只有从原油精炼过程中得到的丙烷才含有。同样，在一些其他国家，比如墨西哥，丁烷的标准含量会低一些。
丙烷的其他用途包括：
- 蒸汽裂化制备基础石化产品的给料。丙烷是用于合成丙烯和丙烯酸的潛力原料[5][6][7][8][9][10]。
- 在某些火焰喷射器中充当燃料或加压气体。
- 生产丙醇的原料。
- 热气球的主要燃料。
- 半导体工业中用来沉淀金刚砂。
- 丙烷被用作軟氣槍的推进剂（Green Gas，綠氣）。
- 在一些主题公园和电影拍摄里，液态的丙烷被用作一种便宜而又高能量的物质来产生爆炸或一些其他的效果。
- 冷媒代號R290。